# Серафим (Загоровский)
Иеромонах Серафим (в миру Николай Михайлович Загоровский; 27 июля (8 августа) 1872, Ахтырка — 13 октября 1943, Пшемысль) — иеромонах, преподобноисповедник, местночтимый святой Украинской Православной Церкви.

## Биография
Родился 27 июля 1872 года в Ахтырке, в семье диакона Михаила Феоктистовича Загоровского. Мать — Прасковья
Андреевна (урождённая Роменская). У него были брат Михаил (впоследствии священник, служил в с. Лозное, с. Стрельцовка и с. Отрада Старобельского у. Харьковской губ., рано умер) и сестра Анна.
Окончил Харьковскую духовную семинарию по второму разряду. Любил родной украинский язык и сложенные на нём песни, писал стихи, прекрасно играл в школьных спектаклях. В сценических выступлениях он обнаружил особый талант артиста-комика. Его даже звали в одну из трупп украинских театров, но мать запретила сыну думать об этом и укрепляла в нём готовность служить Святой Церкви. Когда пришло время, Николай вступил в брак. Его жена была образованной девушкой, окончившей епархиальное училище. В их семье родились сын Владимир (Сергей?) и дочь Лидия (по мужу Бобрищева). В 1894 году Николай принял священство.
В 1894—1898 годы служил в селе Поличковская Богодуховского уезда.
В 1898—1907 гг. служил в селе Малыжино Богодуховского уезда (в нынешнем Золочевском районе, Харьковской области).
Чтобы дать своим детям хорошее образование, о. Николай перешёл на служение в Харьков. Здесь в 1908—1909 годы он служил в Серафимовской церкви, а в 1909—1922 годы — в церкви Феодора Стратилата при Александровской больнице. В Харькове под его руководством стала организовываться монашеская женская община. В 1910-е годы архиепископ Харьковский Антоний (Храповицкий) благословил открытие женского монастыря во имя иконы Божией Матери «Взыскание погибших», духовником монастыря должен был стать о. Николай, но в связи с грянувшей революцией она перешла на нелегальное положение.
В июне 1918 года он был арестован, но вскоре освобождён.
В 1922—1923 годы служил в Рождественской церкви города.
17 марта 1923 года подвижник, носивший к тому времени сан протоиерея, был арестован за противодействие обновленчеству.
До оглашения приговора был помещен в Холодногорскую тюрьму. В рамках борьбы с религией органы новой власти на три года выслали о. Николая из Харькова. После этого пастырь жил в Петрограде. Дома устроил домовую церковь, где и служил. Продолжал, с помощью писем, руководство тайным женским монастырём в Харькове (о. Николай называл её «Тихой пустынькой» в честь чудотворной иконы Божией Матери «Взыскание погибших»).
После публикации в 1927 году митрополитом Сергием (Страгородским) и Синодом при нём «Декларации» о лояльности Русской Православной Церкви к советской власти о. Николай оказался в числе тех, кто не смог принять положений данного документа. Продолжал служить в тайной домовой церкви, у себя на квартире, и совершал в ней богослужения, поддерживал иосифлян, относился к непоминающим.
17 января 1930 года последовал новый арест — с осуждением на 5 лет лагерей. Часть этого срока о. Николай провёл в Соловецком лагере, где был тайно пострижен в монашество с именем Серафим. Другая часть срока прошла в условиях Крайнего Севера. Когда о. Серафим направлялся туда по этапу, однажды в дороге, проснувшись после ночёвки у старой часовни, он обнаружил, что спал под иконой «Взыскание погибших». Это ободрило и укрепило узника. Из всей партии конвоируемых он один смог дойти до назначенного места жительства — прочие умерли от истощения. В ссылку к о. Серафиму приехала окормляемая им послушница Ульяна Ноздрина. Ей удалось получить разрешение стражи на то, чтобы батюшку отпускали к ней на обед.
В 1935 году, после освобождения из лагеря, и отправлен на поселение на крайний север. Продолжал, с помощью писем, руководить монашеской общиной.
После ссылки о. Серафим поселился в г. Обоянь (в нынешней Курской области России) близ Харьковщины: вернуться в сам Харьков не представлялось возможным, а в Обояни, — как выяснилось при разговоре в поезде с женой иного ссыльного пастыря, — тайно существовал женский монастырь. Опасаясь слежки, привратница отказалась впустить в обитель о. Серафима с Ульяной, но батюшка попросил, чтобы о них всё-таки доложили игумении. Мать игумения вскоре вышла и приняла путников — оказалось, что накануне она увидела во сне преподобного Серафима Саровского, который сказал ей: «К тебе прибудет Харьковский Серафим, ты его прими».
Во время оккупации Украины нацистами пастырь смог переехать в Харьков, где совершал службы в собственном доме и продолжал руководить тайным женским монастырем во имя иконы Божией Матери
«Взыскание погибших». В 1943 году, при отступлении германской армии, о. Серафим с семьей дочери и Ульяной выехал на Запад. Однако 13 октября 1943 года — в канун праздника Покрова Пресвятой Богородицы — произошёл инсульт, за которым в тот самый день последовала и кончина. Умер и похоронен в г. Перемышле.
30 декабря 1992 года реабилитирован Прокуратурой Харьковской области.

## Канонизация и почитание
В 1981 году священноисповедник Серафим канонизирован Русской Православной Церковью Заграницей, один из будущих архиереев которой был пострижен в его честь.
22 июня 1993 года Определением Священного Синода Украинской Православной Церкви принято решение о местной канонизации подвижника в Харьковской епархии, в Соборе новомучеников и исповедников Слободского края (день памяти — 19 мая (1 июня)).
Чин прославления подвижника состоялся во время визита в Харьков 3-4 июля 1993 года Предстоятеля Украинской Православной Церкви Блаженнейшего Митрополита Киевского и всея Украины Владимира, в кафедральном Благовещенском соборе города.